# Starsza kursywa rzymska

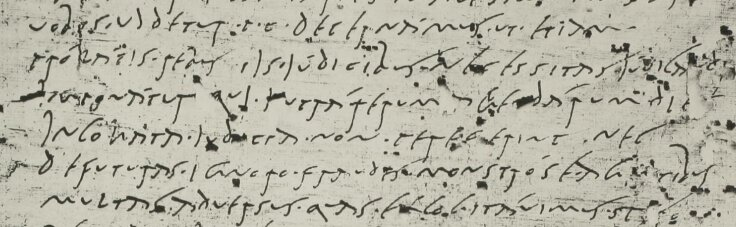
Fragment papirusu z I wieku

Starsza kursywa rzymska zrodziła się w I wieku z potrzeby szybkiego pisania. Kursywa wywodzi się z kapitały i jest w znacznej części pismem majuskulnym: w dwóch liniach nie mieści się wyraźnie charakterystyczne długie „S”. Szybkość pisania uzyskano w kursywie przez znaczącą niekiedy redukcję niektórych elementów liter, np. „m” to trzy pionowe kreski.
Kursywy używano do pisania listów, osobistych notatek, tymczasowych zapisków, do sporządzania bieżących rachunków. Pisano więc zazwyczaj na tabliczkach woskowych oraz na pojedynczych kartach papirusu.
Najbardziej znane antyczne dokumenty zapisane kursywą to fragmenty papirusów z Herkulaneum, datowane na okres między 53 a 79 rokiem po Chr.; późniejsze o stulecie tabliczki z kopalń złota w Siedmiogrodzie (dzisiejsze Vöröspatak) powstałe w latach 131–167; egipskie papirusy z IV–VI wieku.
Z kursywy starszej wywodzi się młodsza kursywa rzymska.